# Max Weber (general)
Max Weber (n. 27 august 1824, Achern, Republica Baden, Marele Ducat de Baden – d. 15 iunie 1901, New York City, New York, SUA) a fost un ofițer militar în armatele Germaniei și, mai târziu, Statelor Unite ale Americii, cunoscute mai ales ca general de brigadă⁠(d) în armata Uniunii⁠(d) în timpul Războiului Civil American.

## Biografie
Născut în Achern, în statul german Baden, Weber a absolvit școala militară de la Karlsruhe în 1843, și a servit ca locotenent de infanterie în armata marelui duce. În 1849, în timpul Revoluțiilor de la 1848, el a luptat de partea revoluționarilor sub comanda lui Franz Sigel⁠(d). Apoi a emigrat în America, în cadrul unui mare grup de refugiați politici pașoptiști. S-a stabilit în New York și a lucrat ca director al Hotelului Konstanz din New York.
Weber s-a înrolat pentru a lupta în Războiul Civil cu grad de colonel pe 16 mai 1861. El a strâns o unitate de soldați de origine germană⁠(d) cunoscută sub numele de „Turner Rifles”, o companie care în cele din urmă a devenit parte din Regimentul 20 Infanterie New York. Weber a fost staționat la Fort Monroe⁠(d) în Virginia. El a luat parte la capturarea Fortului Hatteras⁠(d). Din septembrie 1861 până în mai 1862, el a comandat Camp Hamilton, în apropiere de Fort Monroe, fiind avansat la gradul de general de brigadă de voluntari pe 28 aprilie 1862. A fost prezent la Newport News⁠(d) în timpul luptei între „Monitor” și „Merrimac” în așteptarea unui atac confederat pe uscat. El a luat parte la capturarea de orașului Norfolk, Virginia, în luna mai, și a fost comandant la Suffolk până în septembrie, când i s-a ordonat să se încorporeze în Armata Potomacului, unde a comandat Brigada a III-a, Divizia a Treia, al Doilea Corp de Armată⁠(d) din cadrul Armatei Potomacului⁠(d).
Brigada lui Weber a fost prima care a atacat Drumul Afundat în timpul bătăliei de pe Antietam. Brațul drept i-a fost grav rănit în nefastul atac asupra pozițiilor Confederației. Rana l-a obligat pe Weber să facă muncă de birou tot restul conflictului. În 1863, el avea sarcini administrative la Washington, DC. A servit apoi sub comanda gen. David Hunter⁠(d) și a generalului Franz Sigel⁠(d) în Valea Shenandoah în 1864. A fost comandantul garnizoanei  Harpers Ferry⁠(d) și a respins raidul lui Jubal Early⁠(d) din 4-7 iulie.
Weber s-a retras din armată la 13 mai 1865. După război, a fost evaluator de venituri interne în New York în 1870-72, și apoi colector de impozite până în aprilie 1883, când a demisionat. Weber a fost și avocat al SUA la Nantes, Franța.